# Kristina Šmigun-Vähi
Kristina Šmigun-Vähi (n. 23 februarie 1977, Tartu, RSS Estonă, URSS) este o schioară de fond estoniană, medaliată olimpică. A participat la 5 ediții ale Jocurilor Olimpice (1994, 1998, 2002, 2006, 2010) în care a câștigat o medalie de aur și o medalie de argint.